# Скуиньш, Фридрих
Фридрих Скуиньш (латыш. Frīdrihs Skujiņš, 20 мая 1890, Рига — 1957, Берлин) — латвийский архитектор, известен своими проектами Дворца Правосудия в Риге (1936—1938) и здания посольства СССР в Берлине (1948—1951).

## Биография
Родился 20 мая 1890 года в Риге в семье служащего. Учился в Рижском городском реальном училище (1901–1908), на архитектурном факультете Рижского политехнического института (РПИ) (1908–1916). Уже во время учёбы сотрудничал в различных рижских архитектурных бюро, во время Первой мировой войны в 1917 году бежал в Россию, где участвовал в проектировании заводов в Воронеже, получил в Москве диплом инженера-архитектора, работал в Военно-строительном управлении Советской России.
После окончания войны за независимость Латвии вернулся на родину (1921), начал частную архитектурную практику, работал ассистентом на архитектурном факультете Латвийского университета.
Участвовал в проектировании многих зданий. В 1923 году выполнил проект нового кинотеатра Splendid Palace на улице Элизабетес в Риге и проект кинотеатра Gloria Palace в Таллине по заказу предпринимателя Василия Емельянова.
В 1924 году работал над реновацией курорта Кемери. В 1928 году по его проекту был создан Остров любви с ротондой, в 1929 году он спроектировал водонапорную башню Кемери со смотровой площадкой, а в 1933 году — спортивно-оздоровительный комплекс Кемери, который позже был преобразован в ресторан «Jautrais ods». По его проекту в 1936-1938 годах было построено здание Дворца правосудия в Риге. В 1938 году он вместе с Георгом Даугисом выиграл одну из трёх первых премий на конкурсе идейных проектов площади Победы.
В 1939 году переехал в Германию. Работал в архитектурном бюро профессора Римпеля в Берлине.

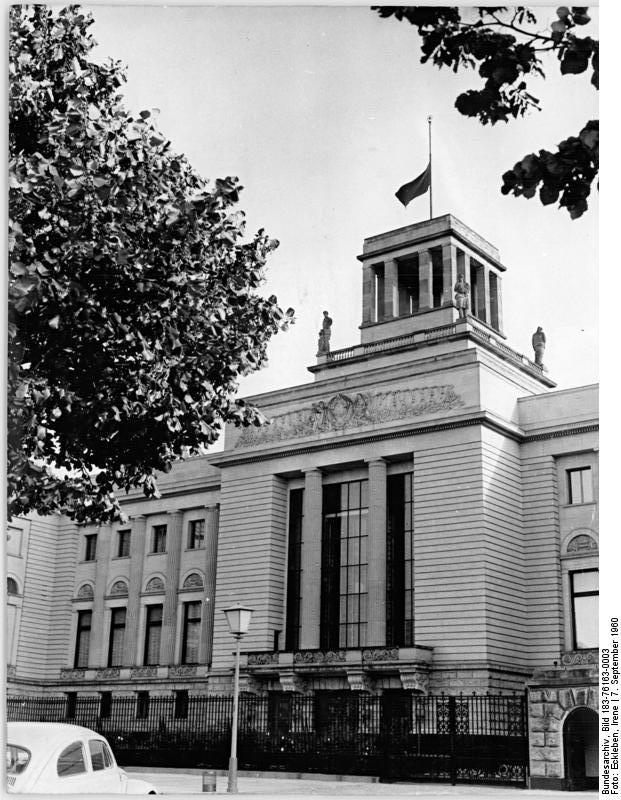
Посольство СССР в ГДР, 1960 год

После окончания войны — архитектор магистрата Большого Берлина (Magistrat von Groß-Berlin) (1945–1948), затем в группе немецких специалистов работал над проектом нового здания посольства СССР в Берлине, спроектированного архитектором Анатолием Стришевским (1949–1951), был ведущим архитектором Немецкой строительной академии (1951–1953), главным архитектором проекта Лейпцигского оперного театра (Opernhaus Leipzig) (1953–1954), директором Института Немецкой строительной академии (1955–1957).
Умер 27 февраля 1957 года в Берлине.

## Известные работы
- Фабричные здания Рихарда Поле в Риге (1915—1917)
- Кинотеатр Splendid Palace на улице Элизабетес (1921—1922)
- Кинотеатр Gloria Palace в Таллине (1923—1925)
- Реконструкция бассейна с грязелечебницей в Кемери (1924)
- Водонапорная башня в Кемери со смотровой площадкой (1929)
- Часовня Стренчской психоневрологической больницы (1930—1931)
- Спортивно-оздоровительный комплекс в Кемери, позже переоборудованный в ресторан «Jautrais ods» (1933)
- Реконструкция здания Елгавского учительского института (1936)
- Здание Кандавской начальной школы (1936)
- Дворец правосудия в Риге (совместно с Александром Клинклавасом, 1936—1938)
- Башня Стренчской лютеранской церкви (1937)
- Трикатская 6-летняя основная школа «Гайсмаскалнс» (1937—1939)
- Берзпилсская 6-летняя начальная школа
- Проект парковки на площади Победы (1939)
- Реконструкция здания Музыкальной академии (Singakademie Unter den Linden) (1946—1947)
- Проект здания посольства СССР на улице Унтер-ден-Линден в Берлине (совместно с Анатолием Стрижевским, 1948—1951)
- Торговое представительство СССР в Берлине (1951—1953)